# Thyrsostachys
Thyrsostachys är ett släkte av gräs. Thyrsostachys ingår i familjen gräs.
Kladogram enligt Catalogue of Life:
| Thyrsostachys | \| \| Thyrsostachys oliveri \| \| \| \| \| \| Thyrsostachys siamensis \| \| \| \| |
|               | \| \| Thyrsostachys oliveri \| \| \| \| \| \| Thyrsostachys siamensis \| \| \| \| |
|               | Thyrsostachys oliveri                                                             |
|               |                                                                                   |
|               | Thyrsostachys siamensis                                                           |
|               |                                                                                   |